# Smodicum longicorne
Smodicum longicorne là một loài bọ cánh cứng trong họ Cerambycidae.